# Pseudocamelina
Pseudocamelina je biljni rod iz porodice krstašica (Brassicaceae),
Pseudocamelina se sastoji od devet vrsta, od kojih je sedam endemskih za Iran i po jedna za Pakistan i Kurdistan u Iraku. Opisane su i ilustrirane nove vrste P. bakhtiarica i P. kermanica, te se raspravlja o njihovim odnosima s najbližim srodnicima. Predložena je i prihvaćena nova kombinacija P. kurdica, a rod Camelinopsis sveden je na sinonim za Pseudocamelina.

## Vrste
1. Pseudocamelina aphragmodes (Boiss.) N.Busch
2. Pseudocamelina bakhtiarica Esmailbegi, Mirtadz. & Al-Shehbaz
3. Pseudocamelina campylocarpa (Boiss.) N.Busch
4. Pseudocamelina campylopoda (Bornm. & Gauba) Hadac & Chrtek
5. Pseudocamelina conwayi (Hemsl.) Al-Shehbaz
6. Pseudocamelina glaucophylla (DC.) N.Busch
7. Pseudocamelina kermanica Esmailbegi, Mirtadz. & Al-Shehbaz
8. Pseudocamelina kleinii Rech.f.
9. Pseudocamelina kurdica (A.G.Mill.) Esmailbegi & Al-Shehbaz

## Sinonimi
- Camelinopsis A.G.Mill.